# Ida Jessen
Ida Jessen (født 25. september 1964) er en dansk forfatter og oversætter, der fik sit store gennembrud med den såkaldte Hvium-trilogi (2000'erne) og to gange har været nomineret til Nordisk Råds litteraturpris. For Børnene, tredje bind af Hvium-trilogien, vandt hun De Gyldne Laurbær. 

## Baggrund
Ida Jessen stammer fra Sydjylland, og er opvokset i Thyregod. Hun er uddannet cand.mag. i litteraturhistorie og massekommunikation fra Aarhus Universitet i 1990. Hun debuterede i 1989 som forfatter med novellesamlingen Under sten.

## Forfatterskab
I begyndelsen af sin karriere skrev Jessen fortrinsvis noveller og børnebøger. I 1998 kom den første voksenroman, Vandpaladset, og i 2001 fik hun udgivet første bind af den såkaldte Hvium-trilogi, der skulle blive hendes store folkelige gennembrud. Først bind hedder Den der lyver og blev i 2006 fulgt op af Det første jeg tænker på og i 2009 af Børnene. Trilogien har navn efter Hvium, den fiktive by ved Limfjorden, hvor handlingen udspiller sig. Hun modtog BG Banks litteraturpris i 2006 for Det første jeg tænker på og De Gyldne Laurbær i 2010 for Børnene. Trilogien er siden fulgt op af den selvstændige fortsættelse Telefon (2018).
I begyndelsen af karrieren skrev hun især om livet i små landsbysamfund, men i 2016 udgav hun for første gang en historisk roman, En ny tid, der siden blev fulgt op af Doktor Bagges anagrammer (2017). I 2020 udkom Kaptajnen og Ann Barbara. Den er filmatiseret under titlen Bastarden med Mads Mikkelsen i hovedrollen og får premiere i efteråret 2023.
I 2022 blev hun tildelt Georg Brandes-prisen for Endnu en bog jeg aldrig skrev.
Ida Jessens inspiration kommer ifølge hende selv især fra store nordiske forfattere som Tom Kristensen, Knut Hamsun, William Heinesen og Selma Lagerlöf.
Ida Jessen har desuden blandt andet oversat nobelpristageren Alice Munros novellesamlinger fra lillebysamfund i Canada.
Ida Jessen var iblandt de 10 nominerede til Weekendavisens Litteraturpris 2024 for Jeg vil! En forfatters portræt af Sigrid Undset.

## Hædersbevisninger
Ida Jessen har gennem årene modtaget flere legater og priser, blandt andet i flere omgange fra Statens Kunstfond og blev i 2008 indstillet til livsvarig ydelse. Hun har været nomineret til Nordisk råds litteraturpris to gange: I 2010 for romanen Børnene og i 2014 for novellesamlingen Postkort til Annie. Derudover kan nævnes:
- Gyldendals boglegat 2000
- Jeanne og Henri Nathansens Fødselsdagslegat 2003
- Holger Drachmann-legatet 2006
- BG Banks Litteraturpris 2006 for Det første jeg tænker på
- De Gyldne Laurbær 2010 for Børnene
- Medlem af Det Danske Akademi 2012
- DR Romanprisen for En ny tid 2016